# 高山沙参
高山沙参（学名：Adenophora himalayana sp. alpina）为桔梗科沙参属下的一个亚种。

## 扩展阅读
- 維基物種上的相關：高山沙参